# Benito d'Àvila
Benito fou un religiós castellà, que esdevingué bisbe d'Àvila entre 1241 i 1259. És diferenciat com Benito II, per exemple en la de Gil González Dávila, que esmenta un primer bisbe Benito.
El 1254 va consagrar l'altar de Sant Joan Baptista del monestir de Matallana, en presència d'Alfons IX de Castella. Així mateix, va ser assistent del rei Alfons X de Castella. L'any 1256 apareix com a confirmant d'un privilegi d'aquest monarca, datat a 13 de setembre a Segòvia, que atorga franquícies i exempcions als cavallers avilesos, en agraïment als serveis prestats a Ferran III i, a més, atorga furs a la ciutat d'Àvila i als seus terrenys adjunts.